# Brazo Oriental
Brazo Oriental es un barrio de la ciudad de Montevideo, capital de Uruguay. Esta zona residencial, ubicada a doce minutos del centro de la ciudad, tiene por límites las siguientes calles: Bulevar Artigas al sur, Avenida General Flores al este, Avenida Burgues al oeste y Bulevar José Batlle y Ordóñez (ex Propios) al norte.

## Historia

### Origen del nombre
La prensa montevideana refería en 1910 una pelea a cuchillo entre un porteño y un oriental, que tuvo lugar en la esquina de lo que hoy son las avenidas San Martín y Luis Alberto de Herrera. El argentino, más joven y más fuerte parecía llevar todas las de ganar, pero el oriental logró matarlo gracias a la fuerza de su brazo. Durante muchos años el lugar, donde se levanta un monolito de unos 80 centímetros de altura, se llamó "la esquina del brazo del oriental" y luego acabó dándole el nombre al barrio que iba naciendo.

## Información general
Los barrios que la rodean son Reducto, La Figurita, Jacinto Vera (al sur), Bolívar (al este), Atahualpa, Aires Puros (al oeste) y Cerrito de la Victoria (al norte).
Las líneas de ómnibus que dedicar de la atraviesan son las siguientes: 185, 186 (por Br. Artigas); 155, 156 396, 404, 456 (por San Martín); 150, 158 (por Burgues); 169, 173, 175, 199, 329, 505 (por General Flores); 181, 182, 183, 306, (por Luis Alberto de Herrera); 2, 144, 145, (por Batlle y Ordóñez).
Entre los lugares de interés más importantes del barrio destacan el Museo de la Casa de Luis Alberto de Herrera (líder histórico del Partido Nacional), la Escuela Superior de Comercio Brazo Oriental de la Universidad del Trabajo del Uruguay (UTU), la sede del Colón F.C., y la sede de la Unión Nacional de Trabajadores Metalúrgicos y Ramas Afines (UNTMRA).